# Концерт для виолончели с оркестром (Лало)
Концерт для виолончели с оркестром ре минор, в трёх частях — произведение Эдуара Лало, написанное в 1877 году. Средняя продолжительность звучания — 26 минут.

## Состав
I. Prelude (lento) — Allegro maestoso
II. Intermezzo (andantino con moto) — Allegro presto — Andantino — Tempo I
III. Introduction (andante) — Allegro vivace

## Создание и премьера
Лало консультировался при работе над ним с виолончелистом Адольфом Фишером, который затем стал первым исполнителем произведения. Премьера состоялась 9 декабря 1877 года в Париже, Жюль Падлу дирижировал собственным оркестром. Успех был настолько велик, что неделю спустя, 16 декабря, программа была повторена. Сразу после этого Фишер отправился на гастроли, и 13 января 1878 года концерт был исполнен в Вене (дирижировал Ганс Рихтер), а 16 февраля — в Лейпциге (дирижировал Карл Райнеке).

## Характеристика музыки
В финале концерта использована тема из сарсуэлы «Человек слаб» (исп. El hombre es débil) Франсиско Асенхо Барбьери (№ 3, дуэт «Te llevaré a Puerto Rico…»). Эту же тему обработал Пабло де Сарасате в своей первой хабанере (№ 2 из соч. 21), напечатанной в 1878 году, почти сразу после концерта Лало.

## Записи
Концерт Лало входит в репертуар многих ведущих виолончелистов. Его записали, в частности, Андре Наварра (с Оркестром концертного общества Парижской консерватории под управлением Андре Клюитанса, с Оркестром Парижа под управлением Эмануэля Янга и с Чешским филармоническим оркестром под управлением Константина Сильвестри), Гильермина Суджа (с Лондонским симфоническим оркестром, дирижёр Педру ди Фрейташ Бранку), Пьер Фурнье (с оркестром Ламурё, дирижёр Жан Мартинон), Зара Нелсова (с Лондонским филармоническим оркестром, дирижёр Адриан Боулт), Гаспар Кассадо (с Бамбергским симфоническим оркестром, дирижёр Йонел Перля), Жаклин дю Пре (дирижёр Даниэль Баренбойм), Леонард Роуз (с Филадельфийским оркестром, дирижёр Юджин Орманди), Йо-Йо Ма (с Национальным оркестром Франции, дирижёр Лорин Маазель), Поль Тортелье (с Бирмингемским симфоническим оркестром, дирижёр Луи Фремо), Анн Гастинель (с Национальным оркестром Лиона, дирижёр Эммануэль Кривин) и др.